# الملك ريتشارد (فلم)
الملك ريتشارد (بالإنجليزية: King Richard) هو فيلم سيرة ذاتية درامي أمريكي جاري إعداده من إخراج رينالدو ماركوس جرين وكتابة زاك بايلين. نجوم الفيلم هم: ويل سميث، وجون برنثال، وأونجانو إيلز، وسنية سيدني وديمي سينجلتون.